# Diana Budisavljević
Diana Budisavljević, geborene Obexer, (* 15. Januar 1891 in Innsbruck, Österreich-Ungarn; † 20. August 1978 in Innsbruck, Österreich) war eine österreichische Humanistin und Aktivistin. Während des Zweiten Weltkriegs organisierte sie in den Jahren 1941 bis 1945 zusammen mit mehreren Mitarbeitern, darunter Diplomingenieur Marko Vidaković und Ingenieur Đuro Vukosavljević, eine private Hilfsaktion unter dem Namen „Aktion Diana Budisavljević“. Die Aktion kümmerte sich um die Versorgung mit Hilfsgütern sowie Freilassung und Unterbringung von befreiten Kindern und Frauen, mehrheitlich serbischer Herkunft, aus den Todeslagern des Ustascha-Regimes. Mit Hilfe von Transportlisten und weiteren Quellen führte sie zusammen mit ihren Mitarbeitern eine Kartei, die gegen Kriegsende Angaben von ca. 12.000 Kindern enthielt.

## Jugend und Ausbildung
Diana (getauft Frida Olga Diana) war die Tochter des Kaufmanns Max Obexer und der Anna Roese und verbrachte ihre Jugend in Innsbruck, wo sie die Volks- und Mittelschule besuchte.
Auf der Universitätsklinik Innsbruck besuchte sie einen Pflegekurs und lernte dort den Assistenzarzt an der Chirurgischen Klinik in Innsbruck, den aus Kroatien stammenden Serben Julije Budisavljević (1882–1981) kennen, den sie 1917 heiratete. Sie zogen 1919 nach Zagreb, wo ihr Mann als Universitätsprofessor der Chirurgie an der Medizinischen Universität tätig war.
Sie zog im Jahr 1972 mit ihrem Mann wieder nach Innsbruck, wo sie bis zu ihrem Tod im August 1978 in der Anichstraße 24 lebte. Sie wurde auf dem Westfriedhof der Stadt beerdigt.

## Zweiter Weltkrieg

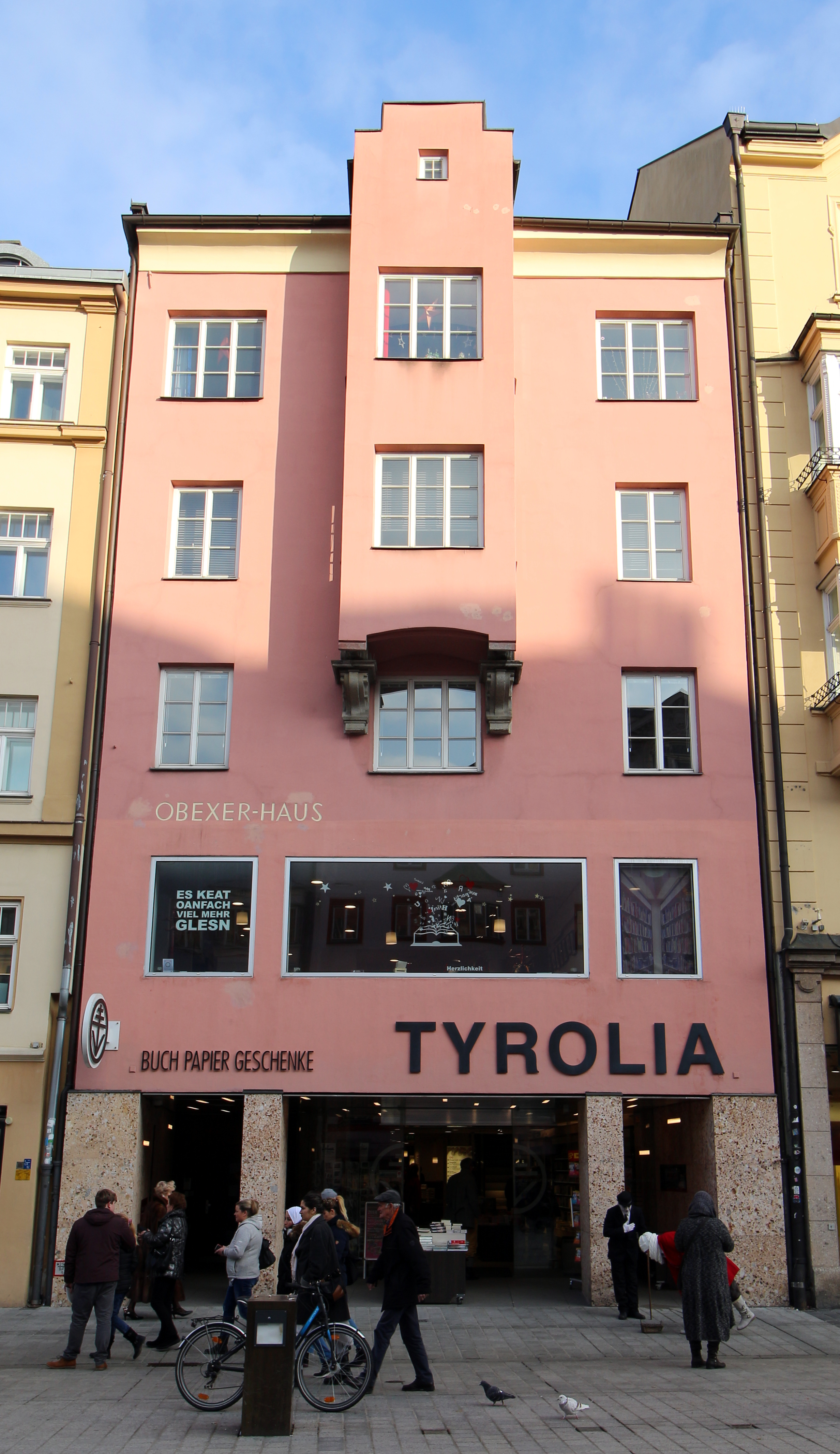
Geburtshaus von Diana Budisavljević in der Maria-Theresien-Straße in Innsbruck

Budisavljevićs Familie war selbst durch das Ustascha-Regime im Unabhängigen Staat Kroatien gefährdet. Als aber Diana Budisavljević im Oktober 1941 von den Zuständen im KZ Loborgrad erfahren hatte, entschloss sie sich, etwas dagegen zu unternehmen. Sie organisierte zusammen mit mehreren Mitarbeitern eine private Hilfsaktion, die ihren Namen erhielt („Aktion Diana Budisavljević“). Durch die Vermittlung der Jüdischen Kultusgemeinde wurden verschiedene Hilfsgüter zunächst nach Lobor, später auch ins KZ Gornja Rijeka geschickt. In den Folgemonaten wurden Frauen und Kinder aus dem KZ Loborgrad freigelassen und zunächst in der Taubstummenanstalt in Zagreb untergebracht, bis die Rückreise in ihre Heimatorte ermöglicht wurde.

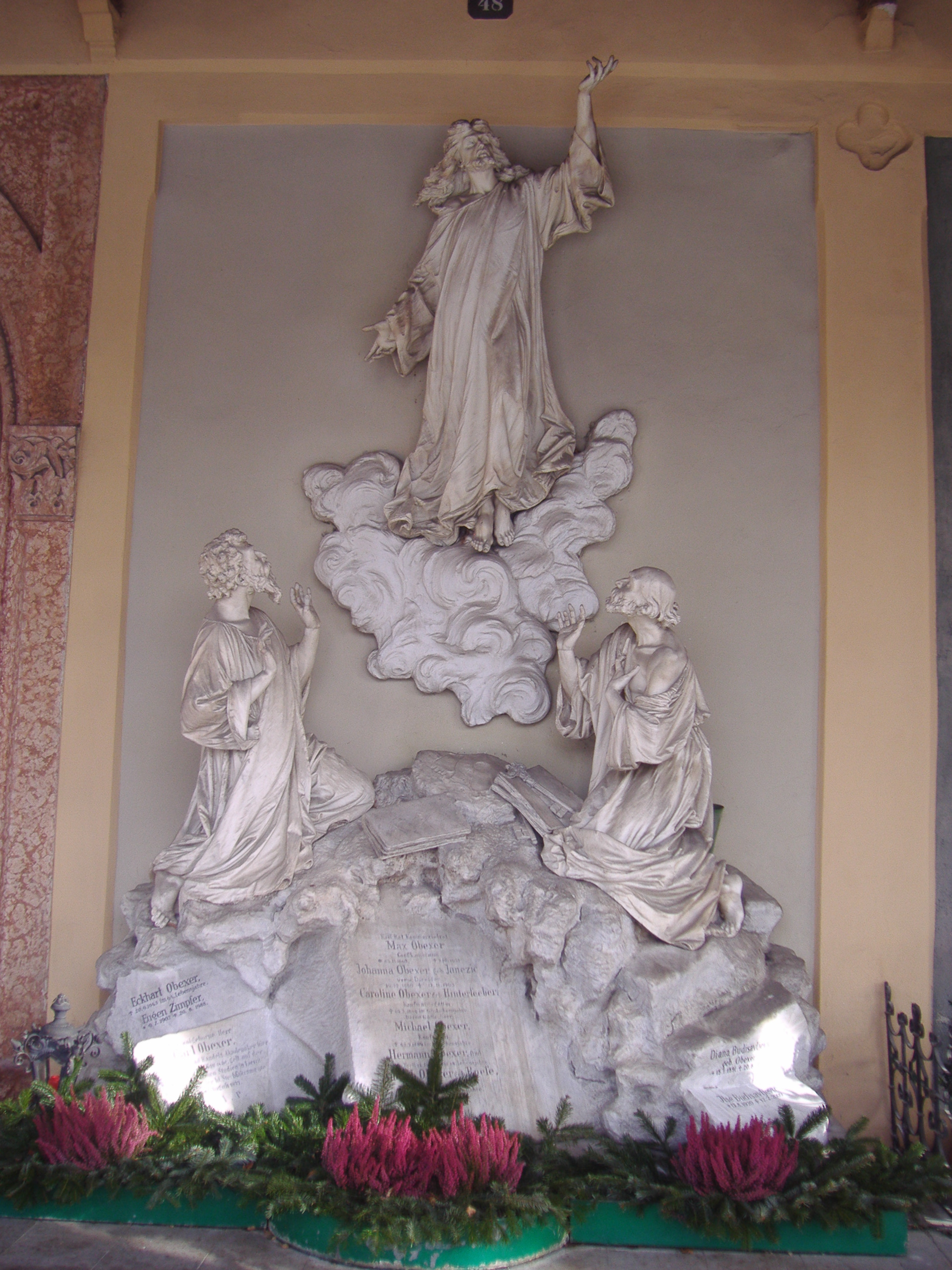
Grab der Familie Obexer auf dem Innsbrucker Westfriedhof

Während einer Hilfsaktion am Hauptbahnhof in Zagreb zur Versorgung der Zwangsarbeitertransporte nach Deutschland erfuhr Diana Budisavljević von einer größeren Gruppe von Kindern, die im KZ Stara Gradiška interniert war. Mit Hilfe eines deutschen Offiziers, vermutlich Gustav von Koczian, wurde im Juli 1942 die Erlaubnis erteilt, die Kinder aus dem Lager zu holen. So gelang es der Aktion in Zusammenarbeit mit den Schwestern vom Roten Kreuz, unter der Leitung von Dragica Habazin, tausende Kinder aus den Lagern Stara Gradiška, Mlaka und Jablanac zu transportieren und diese in Heimen unterzubringen. An der Organisation der Unterbringung der Kinder aus Zagreb, Jastrebarsko und später Sisak war Prof. Kamilo Bresler vom Sozialministerium maßgeblich beteiligt. Als im August 1942 die Erlaubnis erteilt wurde, die Kinder in Familien unterzubringen, schlug Diana Budisavljević vor, diese Aktion durch Vermittlung der Caritas durchzuführen. Dadurch konnten Tausende Kinder überwiegend in Bauernfamilien untergebracht werden.

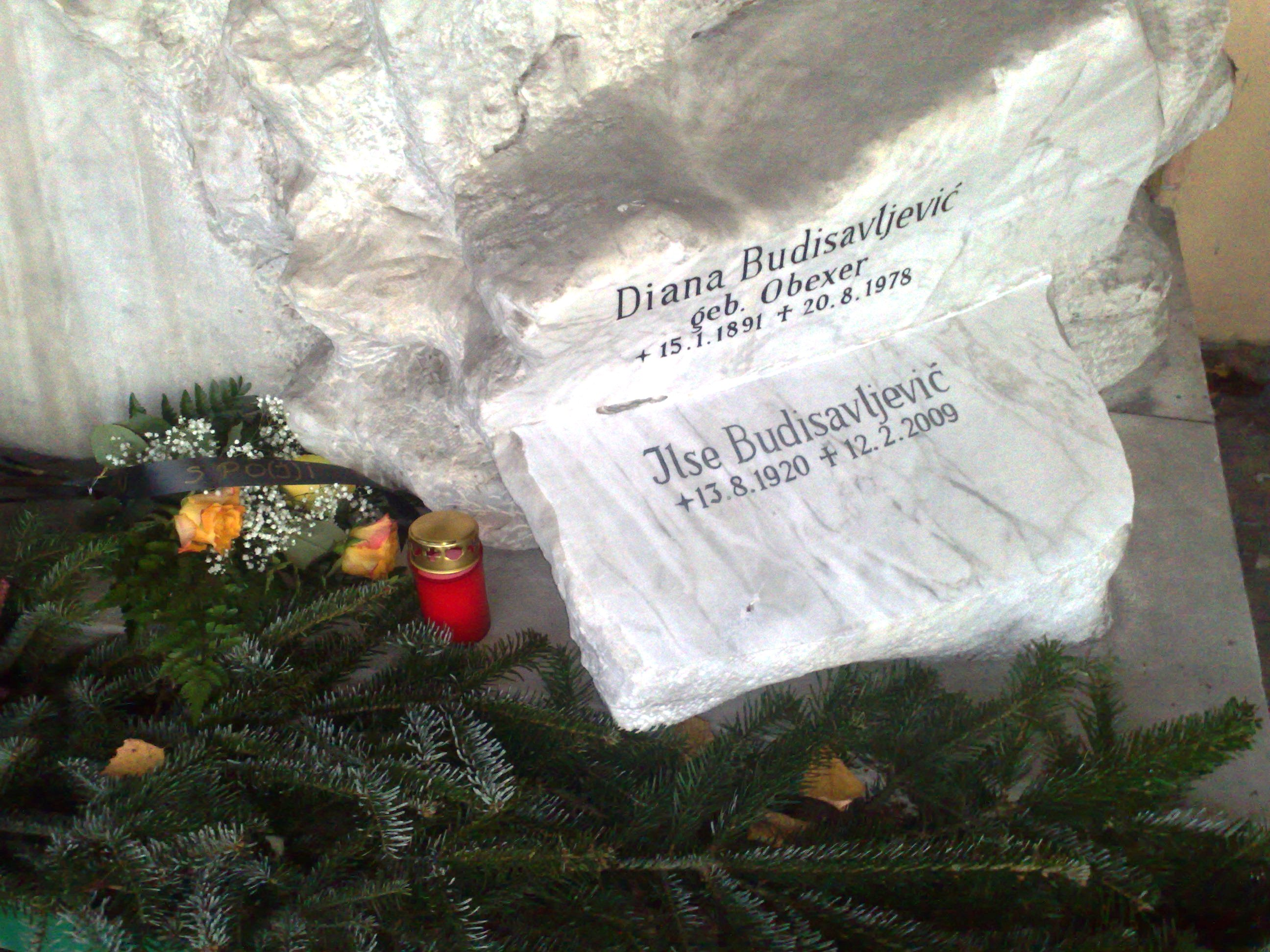
Grab von Diana Budisavljević und ihrer Tochter Ilse (Teil des Familiengrabs)

Budisavljević hat mit ihrer engsten Mitarbeiterin Ivanka Džakula eine genaue Kartei mit Namen und Fotografien der Kinder geführt, mit der die überlebenden Mütter ihre Kinder wiederfinden sollten. Zum Ende des Krieges, als es darum ging, die Kinder ihren Familien zurückzugeben, erlitt das Hilfswerk einen herben Rückschlag, als die Kommunisten ihre Kartothek mit sämtlichen Aufzeichnungen konfiszieren ließen.
In den Jahren 1941 bis 1945 rettete sie nach Angaben von MeinBezirk.at insgesamt 15.536 Mädchen und Jungen, von denen 3.200 nach eineinhalb verbrachten Jahren im KZ nicht überlebten. Nach anderen Angaben lässt sich die Zahl der Geretteten nicht genau angeben und war zumindest zu ihren Lebzeiten unklar, mehrere Tausend sind aber gesichert.

## Ehrungen und Gedenken
Das Kroatische Staatsarchiv und die Öffentliche Einrichtung der KZ-Gedenkstätte Jasenovac veröffentlichten 2003 in Zagreb das Tagebuch von Diana Budisavljević, das in 338 Einträgen zwischen 1941 und 1945 die Aktion dokumentiert. Dianas Enkelin Silvija Szabo übersetzte dafür die Tagebucheinträge ins Kroatische.
Am 22. September 2011 beschloss der Innsbrucker Gemeinderat auf Initiative des Serbisch-Orthodoxen Jugendvereins Innsbruck – SPO(J)I und des Sozialdemokratischen FreiheitskämpferInnenbundes Tirols einstimmig, Diana Budisavljević mit dem Verdienstkreuz der Stadt Innsbruck auszuzeichnen. Im Januar 2014 gab der Kulturausschuss Innsbruck die Empfehlung für den Gemeinderat, den in der Reichenau (Stadtteil von Innsbruck) geplanten Kindergarten nach Diana Obexer-Budisavljević zu benennen. Ihr Geburtshaus mit der Aufschrift OBEXER-HAUS befindet sich in der Maria-Theresien-Straße in Innsbruck. Als Würdigung für das humanitäre Engagement während des Zweiten Weltkriegs wurde am 7. April 2021 am Haus eine Gedenktafel durch die Stadt Innsbruck enthüllt.
Am 15. Februar 2012 wurde Diana Budisavljević posthum die Miloš-Obilić-Medaille für den „bekundeten Mut und Taten persönlichen Heldentums“ zuerkannt und am serbischen Nationalfeiertag vom damaligen Präsidenten Boris Tadić verliehen. Die serbisch-orthodoxe Kirche mit Sitz in Belgrad zeichnete sie 2012 posthum mit dem Orden „Kaiserin Milica“ aus, auf Vorschlag eines serbisch-orthodoxen Bischofs wegen der Studie „Diana Budisavljević und ihre Rettungsaktion von 1941–1945 im nationalsozialistischen Kroatien“. Die Studie hatte die Kommission für Jasenovac in Zusammenarbeit mit dem Museum der Holocaustopfer in Belgrad erarbeitet. In Belgrad wurde auch eine Straße nach Diana Budisavljević benannt, in Wien 2014 ein Park am Donaukanal.
Im Jahr 2017 erschien der Roman Dianas Liste von Wilhelm Kuehs, in dem ihr Schicksal literarisch verarbeitet wird. Unter gleichem Namen war in den 2010er Jahren auch ein Dokumentarfilm („Dianina lista“) entstanden.
Der Film The Diary of Diana B. hatte am 18. Juli 2019 Weltpremiere beim Pula Film Festival. und gewann die Goldene Arena für die beste Regie, Schnitt und Musik sowie die Große Goldene Arena für den besten Film.
Im Film Dara of Jasenovac wird sie von Sanja Moravčić dargestellt.

## Tagebuchedition
- Diana Budisavljević, Dnevnik Diane Budisavljević 1941–1945, hrsg.: Kolanović, Josip, Hrvatski državni arhiv/Kroatisches Staatsarchiv. Fontes: izvori za hrvatsku povijest, 8/2002. Zagreb, 2003; ISBN 953-6005-62-X (kroatische Übersetzung des posthum von ihrer Enkelin Dr. Silvija Szabo aufgefundenen Tagebuchs von Diana Budisavljević; Auszüge in deutscher Sprache), online verfügbar unter: https://hrcak.srce.hr/index.php?show=toc&id_broj=4356.